# Руандийско-угандийские отношения
Руандийско-угандийские отношения — двусторонние дипломатические отношения между Руандой и Угандой. Протяжённость государственной границы между странами составляет 172 км. Являются членами Восточноафриканского сообщества и планируют объединиться в единую Восточноафриканскую Федерацию.

## История
Боевые действия между этническими группами: политическими повстанцами, вооружёнными бандами и различными правительственными силами в районе Великих озёр, выходящими за границы Бурунди, Демократической Республики Конго (ДР Конго), Руанды и Уганды — существенно снизились по сравнению с десятилетием назад в основном из-за программы поддержание мира ООН, международного посредничества и усилий местных органов власти по созданию гражданского общества.
В августе 2019 года президент Руанды Поль Кагаме и президент Уганды Йовери Мусавени подписали в Анголе мирное соглашение, что ознаменовало прекращение взаимных обвинений в шпионаже, политических убийствах и торговых войнах. В 2020 году на территории Уганды проживало 17239 руандийских беженцев.

## Торговля
В 2018 году экспорт Уганды в Руанду составил сумму 211,61 млн долларов США. В 2019 году экспорт товаров из Руанды в Уганде был осуществлен на сумму 41,66 млн долларов США.

## Дипломатические представительства
- Руанда имеет высокую комиссию в Кампале[7].
- Уганда содержит высокую комиссию в Кигали[8].